# 东方叽喳柳莺
东方叽咋柳莺（学名：Phylloscopus sindianus）为柳莺科柳莺属的鸟类，又称中亚叽咋柳莺。分布于东亚，西伯利亚，以及中国大陆新疆、西藏等地。它原来是叽咋柳莺的亚种，2003年被认定为独立物种。